# Gonolobus bifidus
Gonolobus bifidus är en oleanderväxtart som beskrevs av William Botting Hemsley. Gonolobus bifidus ingår i släktet Gonolobus och familjen oleanderväxter. Inga underarter finns listade i Catalogue of Life.